# 馬込 (蓮田市)
馬込（まごめ）は、埼玉県蓮田市の町名および大字。現行行政地名は馬込一丁目から馬込六丁目および大字馬込。住居表示未実施地区。郵便番号は349-0114。

## 地理
蓮田市南部に位置する。馬込一丁目 - 六丁目は、東側で桜台に、東側と南側でさいたま市岩槻区馬込に、西側で蓮田に、北側で東に隣接する。大字馬込の大部分は、東側でさいたま市岩槻区馬込に、南側で同市見沼区丸ヶ崎に、南側と西側で上尾市瓦葺に、西側と北側で蓮田に隣接する。
かつては岩槻市に属していたが、1956年に岩槻市馬込（現：さいたま市岩槻区馬込）の一部が蓮田町（現：蓮田市）に編入されたことにより、両市にまたがる地名となっている。また、馬込一丁目 - 六丁目と大字馬込は飛び地状になっている。
馬込一丁目 - 六丁目は土地区画整理事業の換地処分により町名地番変更が行われて成立した。全域が市街化区域に指定されており、住宅が多い。四丁目と五丁目の一部は生産緑地地区に指定されている。
大字馬込は蓮田市の最南端に位置する。綾瀬川沿いに位置する低地の田園地帯となっている。また、馬込六丁目西側の国道122号蓮田岩槻バイパスの敷地は大字馬込となっている。

### 地価
住宅地の地価は、2020年（令和2年）1月1日の公示地価によれば、馬込二丁目206番地外の地点で10万6000円/m2となっている。

## 歴史
- 1889年（明治22年）[6]4月1日 - 町村制施行により、掛村・金重村・本宿村・箕輪村・馬込村・川島村・平林寺村が合併し、河合村が発足。河合村の大字馬込となる。
- 1954年（昭和29年）
  - 5月3日 - 岩槻町・新和村・和土村・川通村・柏崎村・河合村・慈恩寺村が合併し、岩槻町が発足。同町の大字となる。
  - 7月1日 - 岩槻町が市制施行し、岩槻市となる[11]。岩槻市の大字となる。
- 1956年（昭和31年）[6]1月1日 - 馬込の一部および川島の全域が岩槻市から蓮田町へ編入される。蓮田町の大字馬込が成立する[6]。
- 1972年（昭和47年）
  - 5月16日 - 一部を事業区域に含む馬込下蓮田土地区画整理事業が都市計画決定される[12]。
  - 10月1日 - 蓮田町が市制施行し、蓮田市となる[13]。蓮田市の大字となる[5]。
- 1977年（昭和52年）4月16日 - 馬込下蓮田土地区画整理事業の事業計画が決定される[12]。
- 2012年（平成24年）1月7日 - 馬込下蓮田土地区画整理事業の換地処分が前日に行われた[12]ことに伴い、町名地番変更が行われ、大字馬込および大字蓮田の各一部から馬込一丁目 - 六丁目が成立（大字馬込および大字蓮田の各一部から一丁目・三丁目 - 五丁目が、大字馬込の一部から二丁目・六丁目が成立）[14]。また、大字蓮田および大字馬込の各一部から蓮田一丁目 - 四丁目が成立[14]。

## 世帯数と人口
2020年（令和2年）9月1日時点の世帯数と人口は以下の通りである。
| 町丁・大字 | 世帯数    | 人口    |
| ---------- | --------- | ------- |
| 大字馬込   | 38世帯    | 89人    |
| 馬込一丁目 | 455世帯   | 949人   |
| 馬込二丁目 | 614世帯   | 1,313人 |
| 馬込三丁目 | 200世帯   | 485人   |
| 馬込四丁目 | 306世帯   | 658人   |
| 馬込五丁目 | 440世帯   | 988人   |
| 馬込六丁目 | 339世帯   | 702人   |
| 計         | 2,392世帯 | 5,184人 |

## 小・中学校の学区
市立小・中学校に通う場合、学区は以下の通りとなる。
| 大字・丁目 | 区域 | 小学校               | 中学校               |
| ---------- | ---- | -------------------- | -------------------- |
| 大字馬込   | 全域 | 蓮田市立蓮田南小学校 | 蓮田市立蓮田南中学校 |
| 馬込一丁目 | 全域 | 蓮田市立蓮田南小学校 | 蓮田市立蓮田南中学校 |
| 馬込二丁目 | 全域 | 蓮田市立蓮田南小学校 | 蓮田市立蓮田南中学校 |
| 馬込三丁目 | 全域 | 蓮田市立蓮田南小学校 | 蓮田市立蓮田南中学校 |
| 馬込四丁目 | 全域 | 蓮田市立蓮田南小学校 | 蓮田市立蓮田南中学校 |
| 馬込五丁目 | 全域 | 蓮田市立蓮田南小学校 | 蓮田市立蓮田南中学校 |
| 馬込六丁目 | 全域 | 蓮田市立蓮田南小学校 | 蓮田市立蓮田南中学校 |

## 交通

### 鉄道
- 地区内に鉄道は通っていない。最寄り駅は東北本線（宇都宮線）の蓮田駅[9]。
- かつては町域を武州鉄道が通っていた[16]。

### 道路
- 国道122号[5]
- 国道122号蓮田岩槻バイパス
- 埼玉県道322号東門前蓮田線[5]
- 蓮田駅東口馬込線
- 馬込下蓮田線
- 馬込野久保線

### 路線バス
- 国際興業バスさいたま東営業所
- 「のくぼ通り南」、「上馬込」、「馬込」停留所[17]
- 蓮11:岩槻駅西口 - 岩槻警察署 - 前原上 - 馬込 - 蓮田駅 - 蓮田よつば病院
  - 10 - 15時はバス便がまったくない。

## 施設
一丁目
- 蓮田市消防本部南分署[18]
- 馬込九番公園

二丁目
- 馬込自治会館
- 馬込八番公園

三丁目
- 根ヶ谷戸公園

四丁目
- 延命地蔵尊

五丁目
- 馬込七番公園

六丁目
- 桜台防災広場（一部）

大字
- 板石塔婆（通称「寅子石」） - 県指定有形文化財[19] - 岩槻区馬込にある満蔵寺が管理する墓地内にある。
- 成田レディスクリニック[20]